# Липницкая, Юлия Вячеславовна
Ю́лия Вячесла́вовна Липни́цкая (род. 5 июня 1998, Екатеринбург, Россия) — российская фигуристка, выступавшая в одиночном катании. Олимпийская чемпионка (2014, командный турнир), чемпионка Европы (2014), серебряный призёр чемпионата мира (2014), чемпионка мира среди юниоров (2012) и серебряный призёр этого турнира (2013), серебряный призёр взрослого Финала Гран-при (сезон 2013/2014), а также победительница юниорского (2011/2012), двукратный серебряный призёр чемпионата России (2012, 2014), чемпионка России среди юниоров (2012). С 10 февраля 2014 года является Заслуженным мастером спорта России, а также самой молодой олимпийской чемпионкой-одиночницей в истории фигурного катания, выиграв титул в командном турнире в возрасте 15 лет 249 дней. Юлия Липницкая после победы в командных соревнованиях также стала первой в истории России и СССР фигуристкой-одиночницей, завоевавшей титул олимпийской чемпионки.
Также она является самой юной победительницей чемпионатов Европы за всю историю фигурного катания.

## Биография
Юлия Липницкая родилась 5 июня 1998 года в Екатеринбурге, её детские годы прошли в малообеспеченных бытовых условиях. Мать Даниела Липницкая воспитывала дочку одна. Отец девочки Вячеслав, ещё до рождения Юлии уйдя в армию, в семью так и не вернулся. Уловив талант дочери, мама, устроившаяся сразу на несколько работ, на скудные средства стала снимать квартиру в Красном переулке, вблизи катка «Локомотив».

### Начало и первые победы

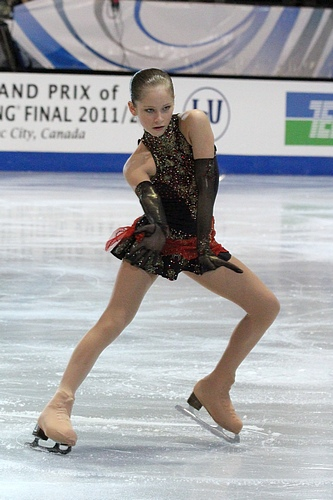
Юлия в юниорском финале Гран-при 2011/2012

На каток в СДЮСШОР «Локомотив» Екатеринбурга в 4 года Юлию Липницкую привела мама Даниела Леонидовна. Липницкая тренировалась у Елены Левковец и Марины Войцеховской. В марте 2009 года, по причине отсутствия возможностей для дальнейшего роста в Екатеринбурге, переехала в Москву и присоединилась к группе Этери Тутберидзе в СДЮСШОР № 37, работать помогал и Игорь Пашкевич. Она обладает от природы необычайной гибкостью и в раннем детстве занималась растяжкой. Татьяна Тарасова отмечала уникальную способность Липницкой к ускорению вращения внутри вращения.
Уже к осени 2009 Липницкая освоила все тройные прыжки, некоторую трудность представлял риттбергер. В сезоне 2009—2010 она стала пятой на первенстве России среди юниоров, а в следующем сезоне была четвёртой на взрослом чемпионате России. В сезоне 2011—2012 Липницкая достигла возраста, с которого ИСУ допускает спортсменов к участию в международных соревнованиях среди юниоров. Она дебютировала на этапе юниорского Гран-при в Польше, который выиграла. Затем последовал этап в Италии, где также была завоёвана золотая медаль. В финале Гран-при, проходившем в канадском Квебеке, Липницкая была первой и в короткой, и в произвольной программах, обойдя ближайшую преследовательницу Полину Шелепень более чем на 17 баллов. Следующим серьёзным стартом стал чемпионат России 2012 года, где Липницкая была третьей в короткой программе, но, выиграв произвольную, смогла завоевать «серебро» турнира. В начале февраля 2012 г. выиграла юниорское первенство России, опередив занявшую второе место Полину Шелепень более чем на 9 баллов. В марте 2012 года, на Чемпионате мира среди юниоров 2012, Липницкая заняла первое место, опередив на 15,2 балла Грейси Голд (победительницу национального чемпионата США среди юниоров), занявшую второе место. Во всех международных соревнованиях сезона 2011—2012, в которых Липницкая участвовала, она занимала только первые места.

### Предолимпийский сезон
Предолимпийский 2012—2013 сезон Липницкая начала с победы на турнире в Финляндии — Эспоо 5—7 октября 2012 года. В ноябре, дебютируя на этапах взрослой серии Гран-при в Китае и во Франции, выиграла оба раза короткую программу, а в итоге заняла призовые места. При этом в Париже, в произвольной программе за последнее вращение в заклоне она получила не только максимальный 4-й уровень, но и абсолютно все надбавки +3 за максимальное качество исполнения. В итоге фигуристка квалифицировалась в Финал Гран-при, однако 30 ноября президент ФФККР Александр Горшков заявил, что Липницкая не выступит в Финале Гран-при, по причине травмы — рассечения подбородка и лёгкого сотрясения. Из-за травмы не принимала участия в чемпионате России 2013 года в Сочи.
Во второй половине сезона 2012—2013 на юниорском чемпионате России Липницкая стала пятой. На чемпионате мира среди юниоров в Милане выиграла серебряную медаль. Президент ФФККР Александр Горшков указал: «… безусловно, российский пьедестал — это большой успех! Очень доволен вторым местом Юли Липницкой. Чемпионат мира показал, что она справляется и уже практически преодолела все проблемы, которые у неё были в нынешнем сезоне… Наши девочки завоевали свои медали в реальной борьбе».

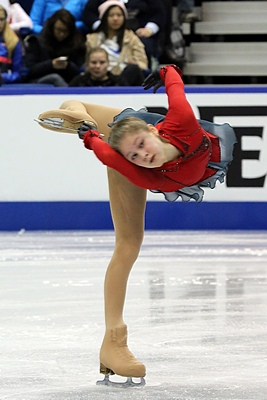
Юлия Липницкая исполняет произвольную программу на этапе Гран-при Skate Canada 2013

### Олимпийский сезон
Олимпийский сезон 2013—2014 Липницкая начала с победы на турнире в Финляндии, опередив японку Акико Судзуки, а в октябре победила на канадском этапе Гран-при среди одиночниц в Сент-Джонсе. В декабре заняла второе место в финале Гран-при, уступив только Мао Асаде. Стала второй и на российском чемпионате, допустив небольшую помарку в короткой и недокрут в произвольной программе. На своем первом чемпионате Европы в 2014 безоговорочно победила, впервые среди российских одиночниц за восемь лет, на 7,36 балла обойдя соотечественницу Аделину Сотникову и пятикратную чемпионку Европы Каролину Костнер. В произвольной программе исполнила сложные каскады тройной лутц — тройной тулуп и двойной аксель — тройной тулуп, за финальные три элемента максимальных уровней судьи выставили 17 высших надбавок +3, а один из судей даже поставил максимальную оценку 10,00 за компоненты программы. На этом чемпионате Европы Липницкая удостоилась второй в истории женского одиночного фигурного катания суммы баллов (209,72) после результата кореянки Ким Ён А (228,56) на Олимпийских играх 2010 года в Ванкувере. Липницкая также была самой молодой участницей (15 лет).
На Олимпийских играх 2014 в Сочи Липницкая стала олимпийской чемпионкой в командных соревнованиях. Выиграла обе программы, внеся наибольший вклад в победу российской команды (20 очков за два первых места). В короткой программе турнира чисто исполнила все семь элементов, в том числе каскад тройной лутц — тройной тулуп, получила все высшие надбавки +3 за заклон самого высокого, 4-го, уровня. В произвольной программе, которую Липницкая откатала под музыку из «Списка Шиндлера», сделала сложные каскады: тройной лутц — тройной тулуп, двойной аксель — тройной тулуп — двойной тулуп, все вращения 4-го уровня, в итоге заняла первое место (141,51 балла) с большим преимуществом в 12 баллов. Наблюдавший за выступлением со зрительской трибуны президент России Владимир Путин аплодировал Липницкой стоя. Позже президент лично поздравил российских фигуристов с победой и поблагодарил Липницкую.
Благодаря командной победе Юлия Липницкая в возрасте 15 лет 249 дней стала второй из самых юных олимпийских чемпионов по фигурному катанию в истории зимних Олимпийских игр после немки Макси Гербер, которая, выступая в парном катании, выиграла Олимпийские игры в Гармиш-Партенкирхене (Германия) 1936 года в возрасте 15 лет 4 месяцев и 5 дней. Также Липницкая, став олимпийской чемпионкой в командном турнире, побила так называемый «возрастной рекорд» в женском одиночном катании, принадлежавший американской фигуристке Таре Липински, выигравшей Олимпийские игры в Нагано (Япония) 1998 года в возрасте 15 лет и 255 дней, который на шесть дней превышал соответствующий возраст Липницкой в 2014 году.

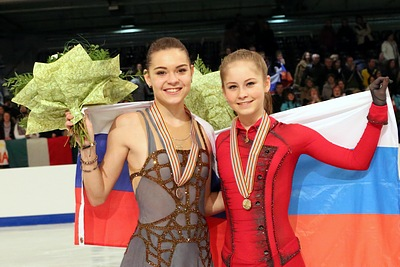
Юлия Липницкая и Аделина Сотникова (слева) завоевали «золото» и «серебро» чемпионата Европы 2014 соответственно

10 февраля 2014 года Липницкая появилась на обложке европейской и азиатской версии журнала Time. Имя Липницкой возглавило список глобальных трендов Twitter. Она вошла в тройку топа «Люди года» транснациональных компаний Google Inc. и Яндекс, а европейские издания признали Липницкую спортсменкой года. Липницкая стала одной из самых популярных персон в России. За исполнение программы на тему фильма «Список Шиндлера» его режиссёр Стивен Спилберг выслал Липницкой письмо с благодарностью «за то, что смогла пронести образ девочки в красном пальто через всё выступление».
На чемпионате мира 2014 года по фигурному катанию в японском городе Сайтама заняла второе место, набрав в сумме 207,5 баллов, уступив 9 баллов Мао Асаде.

### После Олимпиады

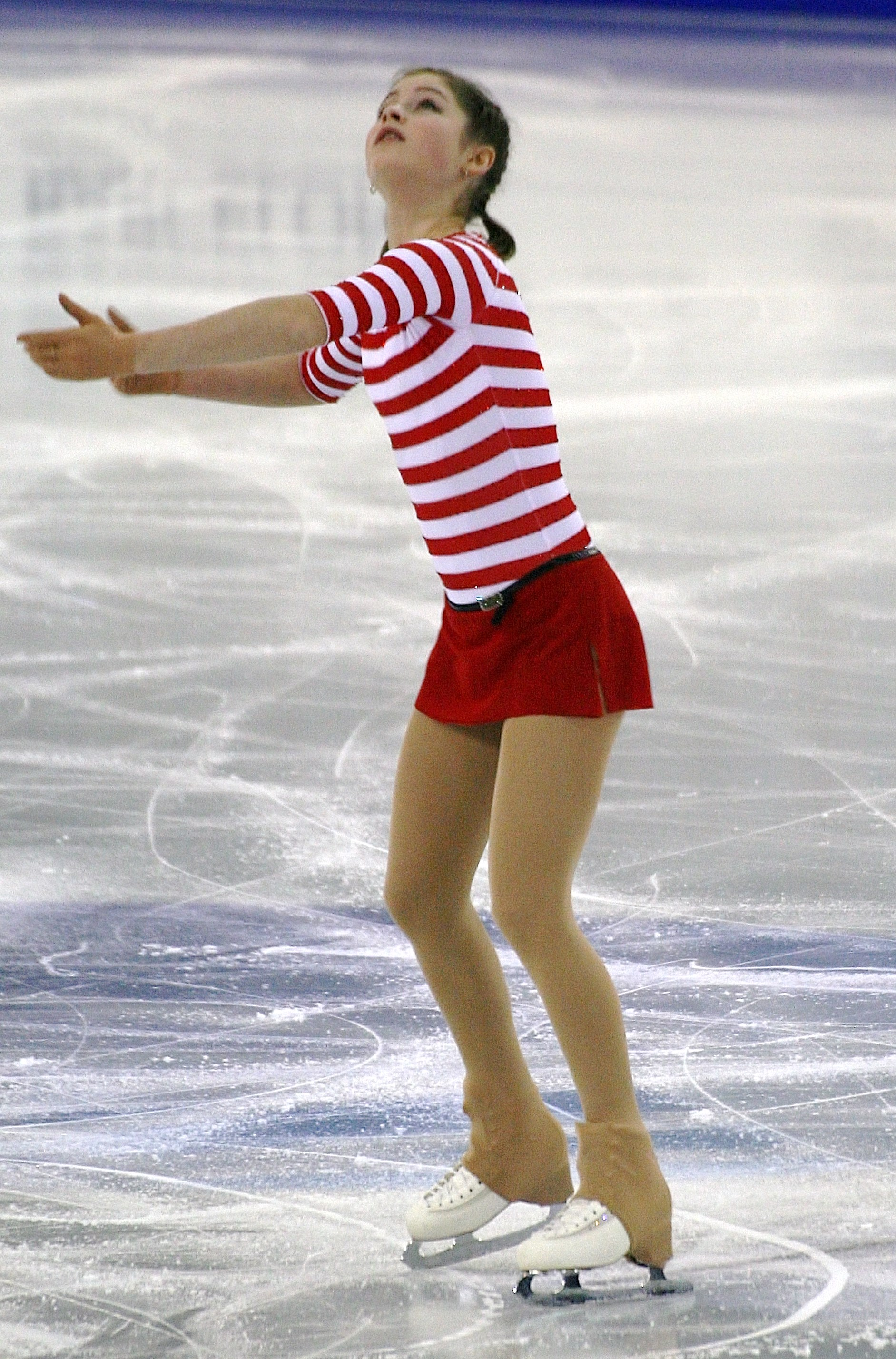
Липницкая в финале Гран-при 2014/2015

Постолимпийский сезон Липницкая начала на китайском этапе Гран-при, где лидировала после короткой программы, однако не смогла удержать первенство в произвольной программе. По сумме двух программ она сумела закрепиться на втором месте. Через две недели она выступила на французском этапе Гран-при в Бордо, где также была второй и вышла в финал Гран-при. В финале в Барселоне была второй после короткой программы, однако не очень хорошо выступила в произвольной программе, и в итоге оказалась пятой.
На чемпионате России 2015 года заняла 9-е место, из-за этого не была включена в состав сборной на чемпионат Европы.
Новый сезон начала на Finlandia Trophy, где заняла 2-е место. Через две недели стартовала в Милуоки (США) на этапе серии Гран-при Skate America, заняв итоговое 6-е место. Далее выступила на этапе Гран-при Trophée Bompard, однако после коротких программ, где заняла второе место, соревнования были отменены из соображений безопасности (в столице Франции произошла серия терактов). В итоге, второе место на этом этапе Гран-при осталось за ней.
В середине ноября 2015 года Липницкая начала тренироваться в Сочи под руководством нового тренера, которым стал Алексей Урманов.
На чемпионате России 2016 Липницкая откатала короткую программу и заняла 3-е место с результатом 73,77 балла. Но в произвольной программе выступила хуже, заняла итоговое 7-е место и вошла в состав сборной на чемпионат Европы в качестве запасной.
19—20 февраля 2016 года принимала участие в финале Кубка России в Саранске, где лидировала после короткой программы, но по итогам произвольной стала серебряным призёром.
13 марта 2016 года выиграла Кубок Тироля, проходивший в австрийском Инсбруке, завоевав золотую медаль.
Новый предолимпийский сезон 2016/17 года Липницкая начала в Братиславе на Мемориале Непелы. При исполнении короткой программы музыка была включена раньше времени, а потом остановлена. Спортсменке пришлось начинать программу заново, однако это не помешало ей занять первое место. Из-за обострившейся на тренировке перед произвольной программой старой травмы Липницкая в итоге заняла 2-е место. 17 октября 2016 года стало известно, что Липницкая не примет участие на этапе серии Гран-при Skate America в Чикаго из-за обострения старой травмы. В начале ноября Липницкая выступила на домашнем этапе Гран-при в Москве, где на Кубке Ростелекома в короткой программе заняла 3-е место. Откатав первую половину произвольной программы без ошибок, Липницкая прервала своё выступление из-за травмы, потеряла баллы из-за остановки и пропуска элементов, и в итоге заняла 12-е место.

### Завершение карьеры
28 августа 2017 года мать фигуристки объявила, что Юлия Липницкая завершила спортивную карьеру. Она также рассказала, что о своих планах завершить карьеру фигуристка сообщила руководству ФФККР ещё в апреле 2017, сразу после возвращения из Европы, где она проходила трёхмесячное лечение от анорексии. Руководство ФФККР сообщило, что собирается встретиться с Липницкой и её тренером Урмановым после контрольных прокатов в Сочи для обсуждения дальнейших планов фигуристки (то есть после 10 сентября 2017). В тот же день Валентин Писеев сообщил, что решение Липницкой для него не стало неожиданностью. Примерно так же высказались и известные лица российского фигурного катания: тренер Татьяна Тарасова и советская фигуристка Ирина Роднина. Этери Тутберидзе, бывший тренер Липницкой, отметила, что спортсменка могла завершить свою карьеру гораздо раньше. В то же время Александр Горшков, несмотря на то, что спортсменка сообщала о своём уходе задолго до конца августа, не воспринимал эту информацию как официальную, называя все новости «слухами».
Тем не менее, уже 9 сентября 2017 года Федерация фигурного катания на коньках России официально подтвердила завершение карьеры Липницкой.

### После завершения карьеры
С октября 2017 года Липницкая начала работу в качестве телекомментатора на канале «Телеспорт». 20 октября состоялась первая трансляция канала с этапа Гран-при Ростелеком, Липницкая комментировала в эфире более 8 часов. Трансляции с этапа собрали свыше 7 миллионов просмотров.
2 февраля 2018 года Липницкая совместно с олимпийской чемпионкой в танцах на льду Еленой Ильиных и серебряным призёром зимних юношеских Олимпийских игр Максимом Мирошкиным открыли «Академию чемпионов Ильиных — Липницкой», где Юлия начала работать тренером по фигурному катанию. Головной офис спортцентра находится в Москве, а учебно-тренировочные сборы и мастер-классы будут проводиться в разных городах России в трёх группах: фигуристы 6—8 лет, фигуристы 9—11 лет и любители фигурного катания всех возрастов. К июню 2018 года через сборы и мастер-классы Академии уже прошли более 150 человек в Москве, Старице, Ржеве, Твери, Пензе, Железногорске и Конаково. 30 июля 2015 года поступила (зачислена без экзаменов) на заочное отделение Российского государственного университета физической культуры, спорта, молодёжи и туризма

## Личная жизнь
Первый муж — Владислав Тарасенко, с которым Юлия тренировалась в группе Этери Тутберидзе. 27 июня 2020 года у пары родилась дочь Каталина. Осенью 2022 года Тарасенко был мобилизован на войну с Украиной, в 2024 году супруги развелись.
Второй муж — хореограф и тренер Дмитрий Михайлов; сам Михайлов утверждает, что и для него, и для Липницкой брак был первым. Согласно информации «Матч ТВ», Липницкая и Михайлов поженились в июле 2024 года, а свадьба состоялась «в закрытом формате в престижном районе на Рублёвском шоссе». В сентябре того же года у супругов родился сын.

## Рекорды и достижения
- Самый молодой олимпийский чемпион по фигурному катанию по современным правилам.
- Самая юная фигуристка женского одиночного разряда, выигравшая олимпийское золото (катание в командном зачёте).
- Самая юная фигуристка женского одиночного разряда, выигравшая титул чемпиона Европы.
- Первая российская фигуристка женского одиночного разряда, завоевавшая олимпийское золото (катание в командном зачёте).
- Первая российская фигуристка в женском одиночном разряде, набравшая более 200 баллов в общем зачёте.
- Бывшая рекордсменка мира по общему количеству баллов среди юниорок (187,05), установленного 3 марта 2012 года на чемпионате мира по фигурному катанию среди юниоров. Рекорд был побит спустя два года 16 марта 2014 года Еленой Радионовой.

## Список ранних рекордов Юлии Липницкой
| Юниорские женские комбинированные итоговые рекорды:           | Юниорские женские комбинированные итоговые рекорды: | Юниорские женские комбинированные итоговые рекорды: | Юниорские женские комбинированные итоговые рекорды: |
| Дата                                                          | Очки                                                | Событие                                             | Примечания |
| ------------------------------------------------------------- | --------------------------------------------------- | --------------------------------------------------- | --- |
| 4 Марта 2012                                                  | 187.05                                              | Чемпионат Мира Среди Юниоров 2012 Года              | Рекорд был побит Еленой Радионовой 16 марта 2014 года.                                                                                                   |
| 9 Октября 2011                                                | 183.05                                              | Гран-при ISU среди юниоров в Италии 2011            | Юлия Липницкая побила рекорд Мао Асады, который был оформлен ранее: 6 марта 2005 года. Юлия Липницкая стала первой юниоркой, набравшей свыше 180 баллов. |
| Список самых высоких баллов в фигурном катании среди юниоров: |                                                     |                                                     | |
| Дата                                                          | Очки                                                | Событие                                             | Примечания |
| 4 Марта 2012                                                  | 123.96                                              | Чемпионат Мира Среди Юниоров 2012 Года              | Юлия Липницкая стала первой юниоркой, набравшей более 120 баллов в произвольной программе. Рекорд был побит Еленой Радионовой 16 марта 2014 года.        |
| 11 Декабря 2011 года                                          | 119.75                                              | Гран-при по фигурному катанию среди Юниоров 2011—12 | |
| 9 Октября 2011 года                                           | 119.34                                              | Гран-при ISU среди юниоров в Италии 2011            | Юлия Липницкая побила рекорд Мао Асады, который был оформлен ранее: 6 марта 2005 года.                                                                   |

## Программы
| Сезон   | Короткая программа | Произвольная программа | Показательные выступления                                                                                          |
| ------- | --- | --- | --- |
| 2016/17 | - «Les feuilles mortes» Коала Лю хореограф-постановщик Стефан Ламбьель                                                         | - Музыка из фильма «Убить Билла» - «Twisted Nerve» — Бернард Херрманн - «Goodnight Moon» — Shivaree - «Ironside» (отрывок) — Куинси Джонс - «Bang Bang (My Baby Shot Me Down)» — Нэнси Синатра - «Battle Without Honor or Humanity» — Томоясу Хотэй Хореографы-постановщики Алексей Урманов, Ольга Поверенная | |
| 2015/16 | - «Can’t Help Falling in Love» Элвис Пресли - «(You’re the) Devil in Disguise» Элвис Пресли хореограф-постановщик Марина Зуева | - «Leningrad» Уильям Джозеф хореограф-постановщик Марина Зуева | - «Мегаполис» Bel Suono - «Dance for you» Бейонсе                                                                  |
| 2014/15 | - «Мегаполис» Bel Suono хореограф-постановщик Илья Авербух                                                                     | - «A Time for Us» (из фильма «Ромео и Джульетта») Нино Рота - «Mother’s Journey» (из фильма «Гуд бай, Ленин!») Ян Тирсен - «Forbidden Love» (из фильма «Ромео и Джульетта») Абель Коженёвский хореограф-постановщик Илья Авербух                                                                              | - «It's Wonderful» Паоло Конте                                                                                     |
| 2013/14 | - «Не отрекаются, любя» Марк Минков хореограф-постановщик Илья Авербух                                                         | - «Список Шиндлера» Джон Уильямс хореограф-постановщик Илья Авербух | - «Je t'aime» Лара Фабиан - «Sabre Dance» Арам Хачатурян в исполнении Ванесса Мэй - «Убить Билла» RZA Wu-Tang Clan |
| 2012/13 | - «Гаянэ» Арам Хачатурян хореограф-постановщик Николай Морозов                                                                 | - «Щелкунчик» Пётр Ильич Чайковский хореограф-постановщик Николай Морозов | - «Je t'aime» Лара Фабиан                                                                                          |
| 2011/12 | - «Очи чёрные» хореограф-постановщик Николай Морозов                                                                           | - «Un giorno per noi» (из фильма «Ромео и Джульетта») Нино Рота хореограф-постановщик Николай Морозов | - «Je t'aime» Лара Фабиан                                                                                          |
| 2010/11 | - «Nocturne» Secret Garden хореограф-постановщик Николай Морозов                                                               | - «Кармен» Жорж Бизе хореограф-постановщик Николай Морозов | |
| 2009/10 | - «Кунг-фу панда» Ханс Циммер и Джон Пауэлл хореограф-постановщик Николай Морозов                                              | - «Дон Кихот» Людвиг Минкус хореограф-постановщик Николай Морозов | |

## Спортивные результаты
| Международные                       | Международные | Международные | Международные | Международные | Международные | Международные | Международные | Международные | Международные |
| Соревнование                        | 2009-10       | 2010-11       | 2011-12       | 2012-13       | 2013-14       | 2014-15       | 2015-16       | 2016-17       |               |
| ----------------------------------- | ------------- | ------------- | ------------- | ------------- | ------------- | ------------- | ------------- | ------------- | ------------- |
| Зимние Олимпийские игры             |               |               |               |               | 5             |               |               |               |               |
| Чемпионаты мира                     |               |               |               |               | 2             |               |               |               |               |
| Чемпионаты Европы                   |               |               |               |               | 1             |               |               |               |               |
| Финал Гран-при                      |               |               |               | WD            | 2             | 5             |               |               |               |
| Этапы Гран-при. Bompard             |               |               |               | 3             |               | 2             | 2             |               |               |
| Этапы Гран-при. Cup of China        |               |               |               | 2             |               | 2             |               |               |               |
| Этапы Гран-при. Rostelecom          |               |               |               |               | 1             |               |               | 12            |               |
| Этапы Гран-при. Skate Canada        |               |               |               |               | 1             |               |               |               |               |
| Этапы Гран-при. Skate America       |               |               |               |               |               |               | 6             | WD            |               |
| Челленджеры. Finlandia Trophy       |               |               |               | 1             | 1             |               | 2             |               |               |
| Челленджеры. Мемориал Ондрея Непелы |               |               |               |               |               |               |               | 2             |               |
| Кубок Тироля                        |               |               |               |               |               |               | 1             |               |               |
| Международные среди юниоров         |               |               |               |               |               |               |               |               |               |
| Чемпионат мира среди юниоров        |               |               | 1             | 2             |               |               |               |               |               |
| Финал Гран-при среди юниоров        |               |               | 1             |               |               |               |               |               |               |
| Этапы юниорского Гран-при. Италия   |               |               | 1             |               |               |               |               |               |               |
| Этапы юниорского Гран-при. Польша   |               |               | 1             |               |               |               |               |               |               |
| Национальные                        |               |               |               |               |               |               |               |               |               |
| Чемпионат России                    |               | 4             | 2             | WD            | 2             | 9             | 7             | WD            |               |
| Финал Кубка России                  |               | 3             |               |               |               |               | 2             |               |               |
| Первенство России среди юниоров     | 5             | WD            | 1             | 5             |               |               |               |               |               |
| Командные                           |               |               |               |               |               |               |               |               |               |
| Зимние Олимпийские игры             |               |               |               |               | 1             |               |               |               |               |

1. ↑  По результатам короткой программы. Выступления в произвольной программе были отменены

## Награды и спортивные звания

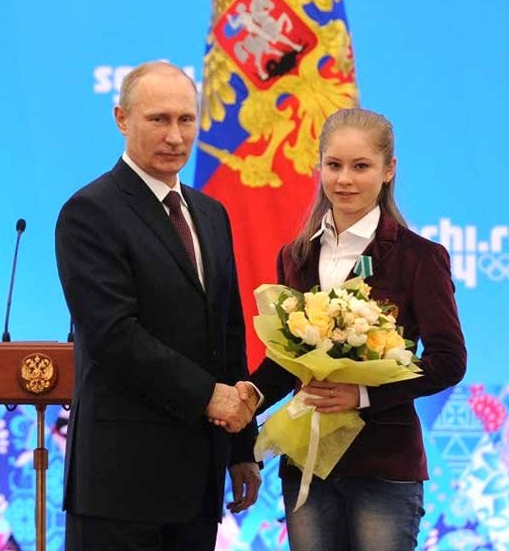
Юлия Липницкая на церемонии награждения российских спортсменов с президентом Владимиром Путиным

- Орден Дружбы — за большой вклад в развитие физической культуры и спорта, высокие спортивные достижения на XXII Олимпийских зимних играх 2014 года в городе Сочи[100][101] (24 февраля 2014 года).
- Заслуженный мастер спорта России (10 февраля 2014 года)[102].
- Мастер спорта России международного класса (8 апреля 2013 года)[103].
- Знак отличия «За заслуги перед Свердловской областью» III степени (12 февраля 2014 года)[104].
- Золотой знак отличия школы «Самбо-70» (21 марта 2014 года)[105][106].

## Премии и номинации
В 2015 году Липницкая получила присуждаемую американским телеканалом «Никелодеон» премию Kids’ Choice Awards в категории «Любимая российская звезда спорта».
| Год  | Награда                  | Категория                        | Результат |
| ---- | ------------------------ | -------------------------------- | --------- |
| 2015 | 2015 Kids' Choice Awards | Любимая российская звезда спорта | Победа    |